# Gabrje pri Soteski
Gabrje pri Soteski este o localitate din comuna Dolenjske Toplice, Slovenia, cu o populație de 37 de locuitori.